# پهناپهن
پهناپهن، روستایی از توابع بخش مرکزی شهرستان فراشبند در استان فارس ایران است.

## جمعیت
این روستا در دهستان آویز قرار دارد و براساس سرشماری مرکز آمار ایران در سال ۱۳۸۵، جمعیت آن ۳۷۲ نفر (۸۶خانوار) بوده‌است.روستای پهنا پهن درسال ۱۴۰۱ ۱۰۰۰نفربوده۲۹۸ خانوار